# Zagella delicata
Zagella delicata är en stekelart som beskrevs av De Santis 1970. Zagella delicata ingår i släktet Zagella och familjen hårstrimsteklar. Inga underarter finns listade i Catalogue of Life.